# Hod Stuart
William Hodgson Stuart detto Hod (Ottawa, 20 febbraio 1879 – Baia di Quinte, 23 giugno 1907) è stato un hockeista su ghiaccio canadese.

## Carriera
Nel corso della sua carriera giocò per nove stagioni indossando le divise di sette formazioni differenti. Stuart giocò inoltre nel primo campionato professionistico di hockey su ghiaccio, la International Professional Hockey League. Nel 1907 Stuart, uno dei migliori difensori della sua era, aiutò i Montreal Wanderers a vincere la Stanley Cup, allora assegnata alla migliore formazione dilettantistica. Pochi mesi dopo aver vinto la coppa morì in un incidente dopo essersi tuffato lungo le sponde del Lago Ontario.
I Wanderers organizzarono il 2 gennaio 1908 il primo All-Star Game della storia per raccogliere dei fondi da destinare alla famiglia del giocatore. Nel 1945, quando fu creata a Toronto la Hockey Hall of Fame, Hod Stuart fu uno dei primi dodici giocatori ad esservi inserito; suo fratello Bruce si sarebbe aggiunto alla Hall of Fame nel 1961.